# Lipovac (gmina Topola)
Lipovac (cyr. Липовац) – wieś w Serbii, w okręgu szumadijskim, w gminie Topola. W 2011 roku liczyła 508 mieszkańców.